# Fußschellen

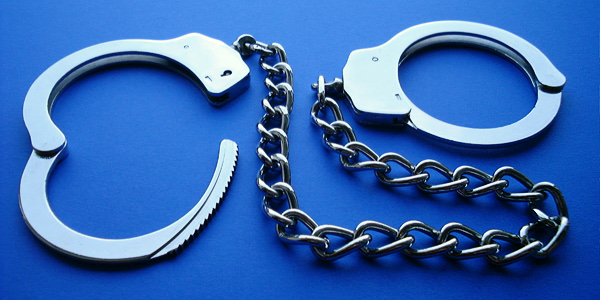
Moderne Standard-Fußschellen

Fußschellen, auch Fußfesseln oder Fußeisen genannt, dienen zur Fesselung der Füße mit dem Ziel, eine Bewegungseinschränkung zu erreichen. In Form und Funktion sind Fußschellen oft Handschellen sehr ähnlich, unterscheiden sich von diesen aber durch eine größere Öffnung und meist auch durch eine längere Verbindungskette zwischen den beiden verschließbaren Ringen.

## Nomenklatur
Die Pluralbezeichnung Fußschellen (in Analogie zu Handschellen) für vergrößerte Handschellen mit langer Kette ist am gebräuchlichsten. Der Begriff Fußfessel findet sich vorzugsweise bei Herstellern und Händlern; im allgemeinen Sprachgebrauch umfasst er auch alle möglichen anderen Vorrichtungen zum Fesseln eines Fußes oder beider Füße und nicht nur Metallfesseln, wie in der Bezeichnung „elektronische Fußfessel“ zu sehen ist. Fußeisen, wenn nicht synonym zu Fußschellen gebraucht, charakterisiert eine alte Metallfessel oder eine mit anderem Verschlusssystem als jenem von Standardhand- und -fußschellen. Die Fußschelle (Singular) bezeichnet einen einzelnen Ring oder die konkrete Hälfte eines Fußschellenpaares.

## Geschichte

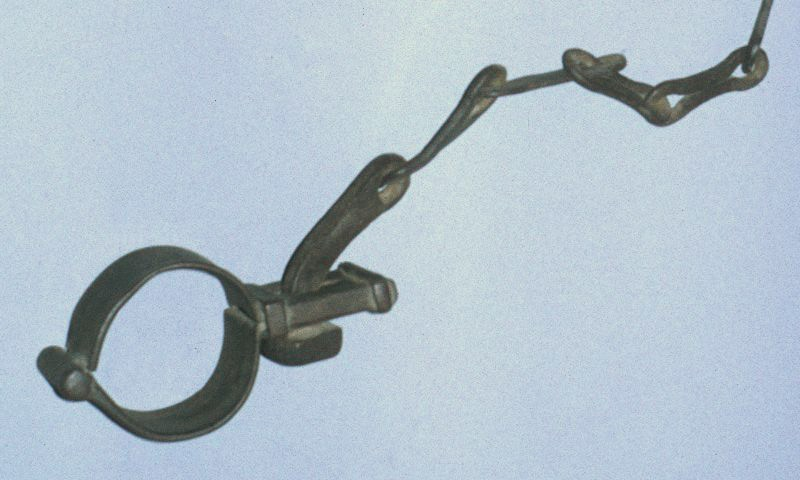
Kapselschelle

Früheste archäologische Funde von Fesseln datieren aus der Bronze- und Eisenzeit; als Schließmechanismus findet sich überwiegend ein Puzzle-Mechanismus. Aus der Römerzeit sind eine Reihe weiterer Fesselformen bekannt; so finden sich Schellen mit Blattfederschlössern, zu vernietende Schellen und auch frühe Formen von Kapselschellen, welche bis in die Neuzeit eingesetzt wurden. Simple Bauformen ohne eingebautes Schloss waren im Mittelalter weiter verbreitet, bevor mit Massenfertigung der Industrialisierung der Einbau von Schlössern in Fesseln preislich erschwinglich wurde.
Simple Fesselbauarten wurden aber weiterhin verwendet, wie zum Beispiel Puzzle-Fesseln als die typische Sklavenfessel in den Südstaaten Amerikas oder vernietete Fesseln beim Transport von Gefangenen in Gefangenenlager in Übersee.

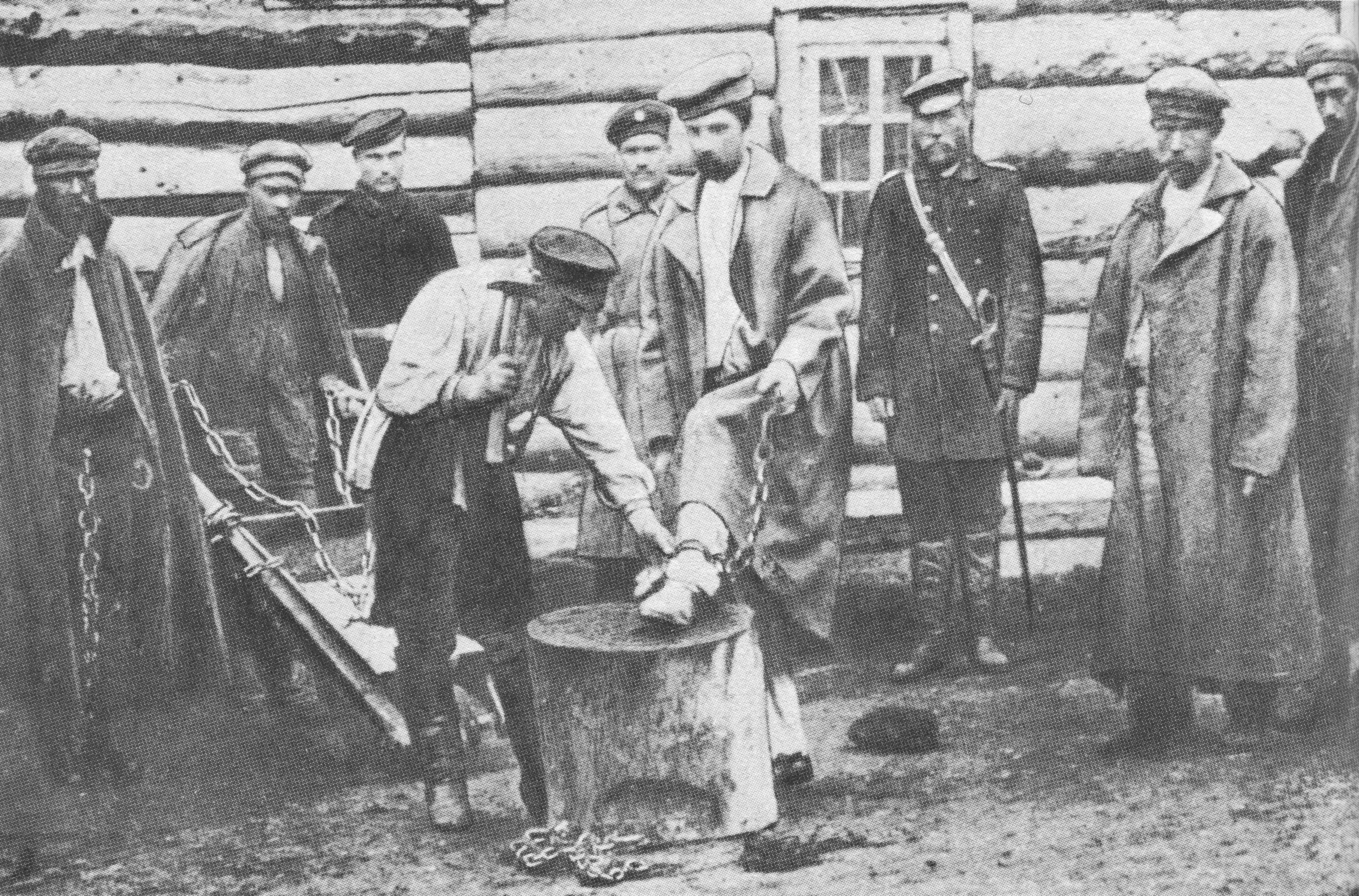
Katorga Gefangene mit Fußschellen auf Sachalin, 19. Jahrhundert

Der Bilboes-Typ (auch als Grillos oder Fußangeln bezeichnet) wird als simple und einfach herzustellende Fußfessel in vielen Ländern bis in die Neuzeit angewendet. Hierbei werden in „U“-Form gebogene Bügel um die Fußgelenke gelegt, welche an den offenen Seiten durch eine eiserne Stange gesichert werden, die hierfür durch zwei vorgesehene Ösen an den Bügeln geschoben wird. Diese Stange wird häufig fest an einer Vorrichtung montiert oder an eine Wand oder Säule geschlossen, sodass zwar ein gewisser Bewegungsspielraum verbleibt, die Fortbewegungsfreiheit der Zielperson jedoch aufgehoben ist.

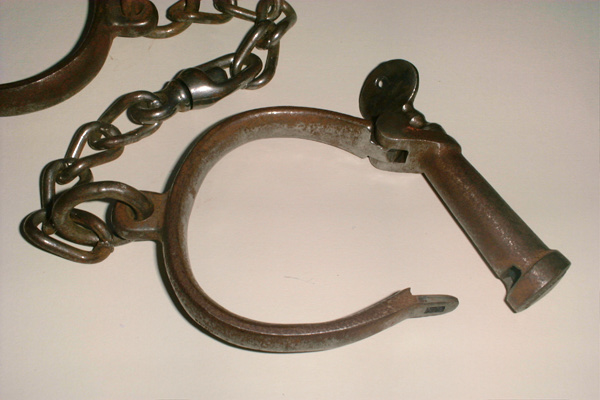
Darby-Typ-Fußeisen der Firma Hiatt

Die Entwicklung moderner Fesseln mit Schraubverschluss ging wie bei Handschellen hin zum federgelagerten Schraubgewinde („Darby-Typ-Fesseln“), welche in Europa bis Mitte des 20. Jahrhunderts bei der Polizei im Einsatz waren. In den Vereinigten Staaten gab es ab dem Ende des 19. Jahrhunderts eine Vielzahl an neuen Mechanismen und Bautypen, oft zeitgleich als Handschellen und Fußschellen gebaut, bis sich dann der Peerless-Typ mit durchschwingenden Bügeln und Schlossmechanismus als heutige Standardbauart durchgesetzt hat.
Eine Entwicklung der letzten Jahrzehnte sind sogenannte Hochsicherheitsfesseln, bei welchen anstelle eines normalen Buntbartschlosses ein Schließzylinder eingebaut wird.
Im Jahr 2005 beschlagnahmte der britische Zoll einige Modelle Fußschelle mit Kette Hiatts 104 als Folterinstrumente. In der Begründung hieß es, dass „Fußeisen mit Kette“ als „Foltergeräte“ von der UNO geächtet sind. Sie dürften daher nur noch im jeweiligen Herstellerland vertrieben werden. Jede grenzüberschreitende Lieferung wurde untersagt.

## Ausführungen

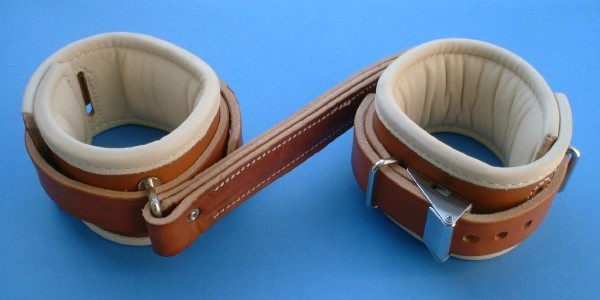
Gepolsterte Fußmanschetten aus Leder für den Einsatz in medizinischen Institutionen

Fußschellen bestehen, je nach Einsatzgebiet, aus verschiedenen Materialien. Zum schnellen und kurzzeitigen Fixieren werden sogenannte „Strapse“ (Kabelbinder) verwendet. Für längere Fixierungen bestehen sie meistens aus zwei Metallringen, die mit einer Kette verbunden sind.
Im medizinischen Bereich sind Manschetten für Fixierungen der Gliedmaßen vorwiegend aus Leder oder festem Gewebe gefertigt.
Bei der Hamburger Fessel handelt es sich um eine Kombination von Hand- und Fußfesseln, die von dem Gefesselten unter der Kleidung getragen werden kann und einen normalen Gang ermöglicht. Sie findet vor allem bei der gerichtlichen Vorführung von Straftätern Verwendung.

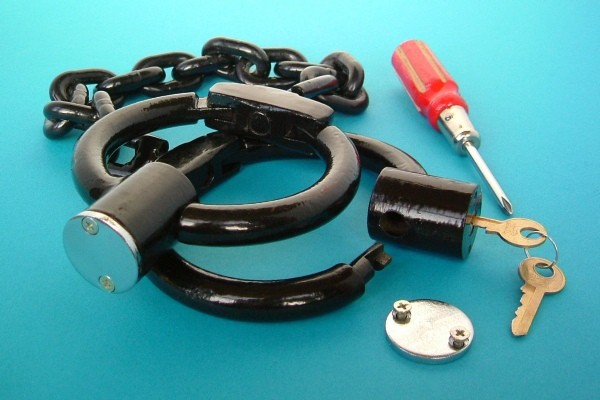
Schwere chinesische Fußschellen mit Staubschutzplatte, um das Eindringen von Schmutz ins Schloss zu vermeiden

Was die Form der Schellen betrifft, kann man im Wesentlichen zwei Gruppen unterscheiden. Einzelne Hersteller wie Peerless oder CTS Thompson verwenden eine runde Form, die sich von Handschellen nur durch ihren etwas größeren Durchmesser unterscheidet. Die Fußschellen anderer Hersteller wie insbesondere Smith & Wesson, aber auch Yuil und Alfa Proj, weisen demgegenüber eine eher ovale Form auf. Dies hat den Vorteil, dass sich die Form dem Fußgelenk besser anpasst und die Fußschellen verglichen mit runden Schellen weniger stark auf die Achillesferse drückt.
Die Kette zwischen den Fußschellen ist bei den Standardmodellen der gängigen amerikanischen Herstellern Smith & Wesson, Peerless oder CTS Thompson ca. 35 cm lang. Dies ermöglicht der gefesselten Person ein einigermaßen normales Gehen, verhindert aber, dass die Person läuft oder rennt. Mit ca. 28 cm ist die Kette beim Modell 8 des deutschen Herstellers Clejuso etwas kürzer; doch kann die gefesselte Person auch hier noch (wenn auch mit kurzen Schritten) selbständig gehen. Noch kürzer (ca. 14 cm) ist die Kette beim Modell Ralkem 9925 des tschechischen Herstellers Alfa Proj, was die gefesselte Person beim Gehen bereits erheblich einschränkt. Einzelne Modelle wie etwa Smith & Wesson M-110 haben zwischen den beiden Schellen überhaupt nur eine Verbindung aus zwei Kettengliedern, wie es sonst bei Handschellen üblich ist. Diese Modelle können entweder als übergroße Handschellen für Personen mit außergewöhnlich starken Handgelenken oder als besonders restriktive Fußfessel (z. B. bei einem Hogtie) eingesetzt werden.
Im Vergleich zu Handschellen wird mit Fußschellen typischerweise eine geringere Bewegungseinschränkung erreicht, die sich auf eine Verringerung der Schrittlänge beschränkt und nur ein geringeres Geh- und Lauftempo zulässt, zudem die Gefahr des Stolperns im Falle schneller Bewegungen der gefesselten Person schafft. Im Strafvollzug mancher Länder werden Fußschellen daher als für längere Tragezeiten geeignet angesehen. Um dieser umstrittenen Praxis nicht weiter Vorschub zu leisten, besteht seit einiger Zeit ein Ausfuhrverbot für Fußschellen aus der Europäischen Union. Fußschellen für die bezweckte Langzeitanwendung werden daher von den entsprechenden Ländern inzwischen weitgehend lokal gefertigt und vertrieben. Ein Beispiel sind die chinesischen Fußschellen (siehe Abbildung), welche gerade für längere Tragezeiten konzipiert sind. Hier wird nach dem Verschließen eine Metallplatte auf die Verschlussöffnung geschraubt, um z. B. im Rahmen von Zwangsarbeit im Außenbereich das Eindringen von Schmutz in den Mechanismus zu verhindern.

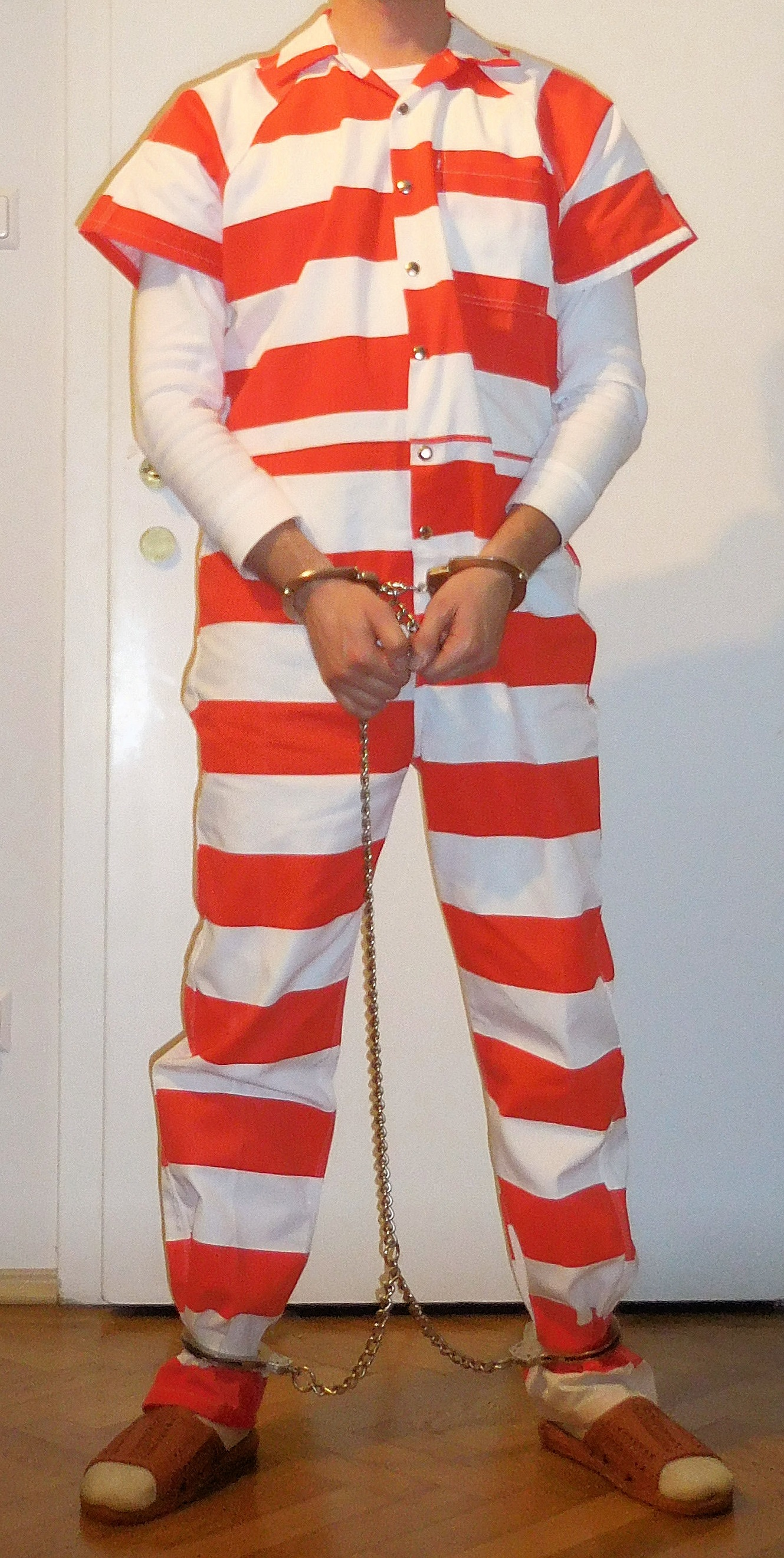
Gefangener in kombinierten Hand- und Fußfesseln (USA)

Werden Fußschellen mit Handschellen kombiniert, wird hierdurch je nach Bau- und Anwendungsweise eine sehr weitreichende Bewegungseinschränkung erzielt. Verbreitet sind kombinierte Hand- und Fußfesseln, bei welchen ein Paar Handschellen über eine mehr oder weniger lange Kette mit Fußschellen verbunden ist. Solche Kombinationen sind insbesondere in den USA weit verbreitet und werden dort primär zum Gefangenentransport eingesetzt; ein bekanntes Modell ist etwa das Smith & Wesson m-1850 transport restraint. Auch in Europa haben manche Hersteller derartige Fesselkombinationen im Programm, so zum Beispiel das deutsche Unternehmen Clejuso mit dem Modell 128m oder das tschechische Unternehmen Alfa Proj mit dem Modell Ralkem 9930. Bei diesen Modellen ist die erweiterte Bewegungseinschränkung dadurch bedingt, dass die Verbindungskette ein Anheben der Hände über Hüfthöhe erschwert. Zudem verhindert die Verbindungskette, dass die Kette der Fußschellen am Boden schleift oder die Fußschellen beim Gehen verrutschen, was dem Gefangenen unnötige Schmerzen bereiten würde. Diese Fesselkombinationen erlauben es dem Gefangenen, sich, wenn auch mit kleinen Schritten, langsam fortzubewegen, und verhindern nur ein schnelleres Gehen oder Laufen mit größeren Schritten. Eine Ausnahme hiervon stellen die so genannten auto restraints dar. Diese sind primär für den Transport von Gefangenen im Auto gedacht und bestehen aus Fußschellen mit gegenüber Standardfußschellen verkürzter Kette, die wiederum über eine kurze Kette mit einem Paar Handschellen verbunden sind. Der Gefangene wird so in eine sitzende Position gezwungen und kann nur gebückt und mit extrem kurzen Schritten gehen. Eine weitergehende Bewegungseinschränkung kann dadurch erzielt werden, dass die Handschellen mit einer Bauchkette an der Taille des Gefangenen fixiert werden.

## Anwendung
Fußschellen sollten nicht zu eng angelegt werden, da sie der gefesselten Person beim Gehen sonst Schmerzen zufügen können. Als Faustregel sollten zwei Finger zwischen dem Fuß der gefesselten Person und dem Bügel der Fußschellen passen. Auch sollten Fußschellen nach Möglichkeit nicht auf der nackten Haut, sondern über Socken, noch besser über den Hosenbeinen angelegt werden.
Die sicherste Methode, einer Person Fußschellen anzulegen, besteht darin, die zu fesselnde Person sich z. B. auf einen Stuhl oder eine Bank hinknien zu lassen und die Fußschellen dann im Knien anzubringen. Da beim Knien die Achillesferse entspannt ist, muss auf einen lockeren Sitz der Schellen besonders geachtet werden, weil sonst die Schellen der gefesselten Person beim Gehen erhebliche Schmerzen zufügen könnten. Ist ein Anlegen im Knien nicht möglich, so sollten sie einer stehenden Person nicht von hinten, sondern besser von der Seite aus angelegt werden, sodass die zu fesselnde Person sich nicht durch Treten nach hinten zur Wehr setzen kann. Eine weitere Methode besteht darin, die zu fesselnde Person mit dem Gesicht zu einer Wand zu stellen und ihr zu befehlen, wechselseitig einen Fuß zu heben, an dem dann die Schelle befestigt wird. Dabei ist darauf zu achten, dass die zu fesselnde Person nicht das Gleichgewicht verliert und stürzt. Personen, die bereits mit Handschellen geschlossen sind, sollten daher bei dieser Methode von zwei anderen Personen an den Oberarmen festgehalten werden.
Die Schlüssellöcher der Fußschellen sollten immer nach oben (also vom Boden weg) zeigen. Sofort nach dem Anlegen sollte die Arretierung betätigt werden, um ein Engerstellen der Fußschellen zu verhindern. 